# Улан-Удэнский колледж железнодорожного транспорта
Улан-Удэнский колледж железнодорожного транспорта — учебное заведение, расположенное в городе Улан-Удэ (Республика Бурятия). Является филиалом — одним из основных структурных подразделений регионального университетского комплекса ФГБОУ ВО «Иркутский государственный университет путей сообщения». В 2009 году институт являлся лауреатом конкурса «100 лучших ВУЗов России».
Колледж Улан-Удэнского института железнодорожного транспорта являлся одним из крупнейших средних учебных заведений железнодорожного транспорта Российской Федерации. В 2006 году колледж имел статус лауреата конкурса «100 лучших ССУЗов России».

## История
Отсчёт своей истории учебное заведение ведёт с декабря 1937 года. Тогда приказом Народного Комиссариата Путей Сообщения № 405/а от 3 декабря 1937 года на основании разрешения Совнаркома СССР в Улан-Удэ был открыт механический техникум железнодорожного транспорта с двумя специальностями: Вагонное хозяйство и Паровозное хозяйство. Техникум появился на свет как спутник индустриального гиганта Бурятии и Восточной Сибири Улан-Удэнского Паровозо-вагонного завода.
Приказом № 32 от 13 мая 1993 г. техникуму был присвоен статус колледжа железнодорожного транспорта МПС с трехуровневой системой подготовки специалистов: 1) рабочих, 2) техников, 3) техников повышенного уровня.
С 1 июля 2005 года колледж получил статус федерального образовательного учреждения среднего профессионального образования.
Очередной этап развития данного учебного заведения начался с 01.01.2007 г. с выходом Распоряжения Правительства Российской Федерации № 2096 о реорганизации колледжа в форме присоединения к Иркутскому государственному университету путей сообщения в составе Улан-Удэнского института железнодорожного транспорта филиала ИрГУПС.
С 13.11.2018 г. — на основании Приказа об утверждении изменений в Устав ФГБОУ ВО «ИрГУПС» № 384, филиал вновь приобрел статус колледжа (Улан-Удэнский колледж железнодорожного транспорта — филиал ФГБОУ ВО ИрГУПС).
За время своего существования учебное заведение выпустило более 26 тысяч специалистов. Обучение в колледже ведется в инновационном режиме.
- 1937—1993 — Улан-Удэнский механический техникум железнодорожного транспорта;
- 1993—2007 — Улан-Удэнский колледж железнодорожного транспорта МПС;
- 2007—2018 — Улан-Удэнский институт железнодорожного транспорта (филиал ИрГУПС);
- 2018—н.в. — Улан-Удэнский колледж железнодорожного транспорта (филиал ИрГУПС).

## Современность
Колледж сегодня — это 1800 студентов (1200 очных и 600 заочных), 100 преподавателей, заочное отделение, факультет повышения квалификации, учебно-производственные мастерские, два учебных полигона, типография.
Подготовка специалистов на сегодняшний день ведётся по программам Среднего профессионального образования — студенты получают образование по 10 специальностям.

## Специальности
Обучение ведется на очном и заочном отделениях по следующим специальностям:
- Техническая эксплуатация подвижного состава железных дорог (локомотивы)
- Техническая эксплуатация подвижного состава железных дорог (вагоны)
- Контроль качества металлов и сварных соединений
- Электроснабжение на железнодорожном транспорте
- Автоматика и телемеханика на железнодорожном транспорте
- Эксплуатация транспортного радиоэлектронного оборудования
- Строительство железных дорог, путь и путевое хозяйство
- Организация перевозок и управление движением на железнодорожном транспорте
- Сервис на железнодорожном транспорте
- Экономика и бухгалтерский учет
- Сварочное производство

## Разное
В учебном заведении работают библиотека, 2 читальных зала, музей, народный эстрадный ансамбль песни и танца «Балагуры», спортивный клуб.